# Tomas Vaitkus
Tomas Vaitkus (ur. 4 lutego 1982 w Kłajpedzie) – litewski kolarz szosowy.

## Najważniejsze osiągnięcia
2002
- 1. miejsce w mistrzostwach świata do lat 23 (jazda ind. na czas)

2003
- 2. miejsce w Grote Prijs Erik Breukink
- 1. miejsce w mistrzostwach Litwy (jazda ind. na czas)
- 2. miejsce w mistrzostwach Litwy (start wspólny)
- 1. miejsce na 5. etapie Post Danmark Rundt

2004
- 3. miejsce w Omloop van het Waasland
- 1. miejsce w mistrzostwach Litwy (jazda ind. na czas)
- 1. miejsce w mistrzostwach Litwy (start wspólny)
- 1. miejsce na 5. etapie Post Danmark Rundt

2005
- 2. miejsce w Scheldeprijs
- 1. miejsce w Tartu GP
- 2. miejsce w mistrzostwach Litwy (jazda ind. na czas)
- 4. miejsce w Post Danmark Rundt

2006
- 1. miejsce na 8. etapie Giro d'Italia

2007
- 3. miejsce w Volta ao Algarve
- 6. miejsce w Ronde van Vlaanderen

2008
- 2. miejsce w Trofeo Calvia
- 3. miejsce w Volta ao Algarve
  - 1. miejsce na 2. etapie
- 1. miejsce w Ronde van het Groene Hart
- 2. miejsce w mistrzostwach Litwy (jazda ind. na czas)
- 1. miejsce w mistrzostwach Litwy (start wspólny)

2013
- 1. miejsce na 5. etapie Tour de Azerbaijan
- 1. miejsce w mistrzostwach Litwy (start wspólny)

2016
- 3. miejsce w Tour Internationale d'Oranie
  - 1. miejsce w klasyfikacji punktowej
  - 1. miejsce na 1. etapie
- 1. miejsce w Grand Prix de la Ville d'Oran
- 3. miejsce w Tour International de Setif
  - 1. miejsce w klasyfikacji punktowej
  - 1. miejsce na 1. i 4. etapie
- 1. miejsce w Tour International de Constantine
- 2. miejsce w mistrzostwach Litwy (start wspólny)

## Rankingi
| Rok             | 2006 | 2007 | 2008 | 2009 | 2010 | 2011 | 2012 | 2013 | 2014 | 2015  | 2016 |
| --------------- | ---- | ---- | ---- | ---- | ---- | ---- | ---- | ---- | ---- | ----- | ---- |
| UCI ProTour     | 124. | 82.  | -    |      |      |      |      |      |      |       |      |
| UCI World Tour  |      |      |      |      |      | 195. | 202. | -    |      |       | -    |
| World Ranking   |      |      |      |      |      |      |      |      |      |       | 308. |
| UCI Europe Tour |      |      |      |      |      |      |      |      | -    | 1158. | 658. |
| UCI Asia Tour   |      |      |      |      |      |      |      |      | -    | 75.   | -    |
| UCI Africa Tour |      |      |      |      |      |      |      |      | -    | -     | 10.  |
|                 |      |      |      |      |      |      |      |      |      |       |      |
| Źródło: UCI     |      |      |      |      |      |      |      |      |      |       |      |